# Mimachlamys robinaldina
Mimachlamys robinaldina es una especie ya extinta de moluscos bivalvos de la familia Pectinidae. Fue descripta por primera vez en el año 1847 por el paleontólogo francés Alcide d'Orbigny.

## Modo de vida
Se infiere que se desempeñaban como organismos bentónicos, semi infaunales, que se ligaban a un sustrato blando mediante un biso. Su alimentación era de tipo suspensívora.

## Registro fósil y distribución
Su biocrón se encuentra restringido al Cretácico Inferior. Se han hallado ejemplares en diversas ubicaciones del mundo, incluyendo la costa sudamericana del Océano Pacífico, Europa, el norte de África, Asia central, Sudáfrica y Japón. En Argentina se pueden encontrar ejemplares en la Cuenca Neuquina, más específicamente en la Formación Agrio.